# Horlemonde
Horlemonde est une série française de bande dessinée du genre science-fiction écrite par Patrick Galliano et Roland Wagner et dessinée par Cédric Peyravernay et Bazal.
La série est éditée par Les Humanoïdes associés, le premier tome en août 2008 et le second tome en 2013.

## Résumé
Horlemonde est l’adaptation en bande dessinée des romans de Gilles Thomas Les Voies d’Almagiel (1978) et Horlemonde (1980), parus dans la collection « Anticipation » aux éditions Fleuve noir. Marcé, un homme des étoiles est envoyé sur la planète Almagiel pour négocier l'abolition de l'esclavage avec les mastres (gouvernants de la planète). En échange, Marcé propose de remplacer les esclaves, appelés les gagés, par des machines. Sur Almagiel, les mastres exploitent les gagés pour récolter une plante aquatique céréalière appelée Montbassie. Orval, un mastre conservateur, tue son père, plus progressiste. Orval est pour l'esclavage. Marcé et un gagé, Jatred, se retrouvent dans la prison d'Argolide.

## Publication

### Albums
1. Les Voies d’Almagiel (2008)
2. Les Hydres d’Argolide (2013)

### Intégrale
- Horlemonde (2014)

### Éditeurs
- Les Humanoïdes associés